# Sascha Lense
Sascha Lense (* 5. Oktober 1975) ist ein ehemaliger deutscher Fußballspieler. Er ist der ältere Bruder von Benjamin Lense.

## Sportlicher Werdegang
Er begann das Fußballspielen bei den Junioren des FC Burgsolms, bis er 1990–1992 über die Eintracht Frankfurt und 1992–1993 den SV Darmstadt 98 im Jahr 1993 seine Profikarriere beim FSV Frankfurt begann.
Nach 94 Zweitligaspielen (94 Spiele, 4 Tore), 3 DFB-Pokalspielen (3 Spiele, 0 Tore) und 37 Regionalliga-Süd-Spielen (37 Spiele, 1 Tor) beendete Lense am 30. Juni 2005 seine Fußballerkarriere.

## Karriere als Sportpsychologe
Lense studierte an der TU Dresden Psychologie und unterstützte nach seiner Fußballkarriere diverse Mannschaften als Sportpsychologe: Über die Vereine Dynamo Dresden, RB Leipzig, wieder Dynamo Dresden und dem FC Schalke 04 holte ihn Ralf Rangnick, der mit ihm bereits bei RB Leipzig zusammenarbeitete, am 5. Dezember 2021 in sein Trainerteam von Manchester United. Lense besitzt eine C-Trainerlizenz.